# Rio di Sant'Elena
Le rio di Sant'Elena ou rio del Stadio (canal de Sainte-Hélène ou du stade) est un canal de Venise dans le sestiere de Castello. Il coupe l'île de Sant'Elena en deux.

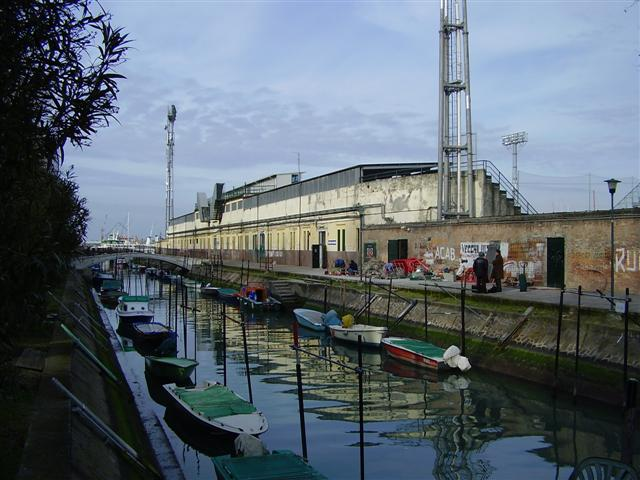
Le rio et le stade Pierluigi Penzo

## Description
Le rio di Sant'Elena a une longueur de 460 mètres. Il relie le Darsena di Sant'Elena vers le sud au bassin de San Marco.

## Origine
Le nom provient de l'Église Sant'Elena.

## Situation
Ce rio longe :
- le stade Pierluigi Penzo de Venise et
- l'Ecole navale militaire "Francesco Morosini";
- le fondamenta Sant'Elena.

## Ponts
Ce rio est traversé par cinq ponts, du sud au nord :

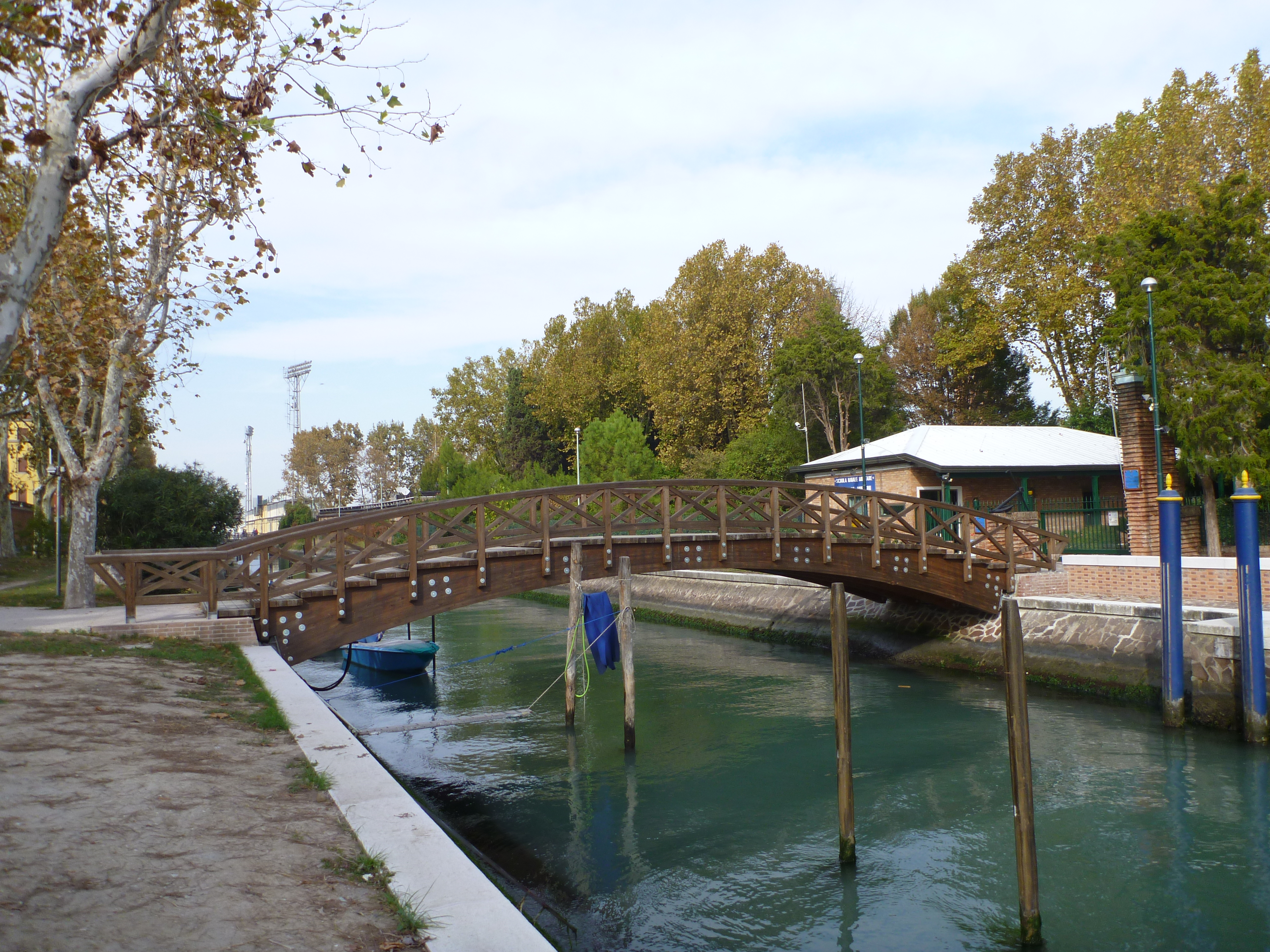
Ponte Privato del Collegio Morosini
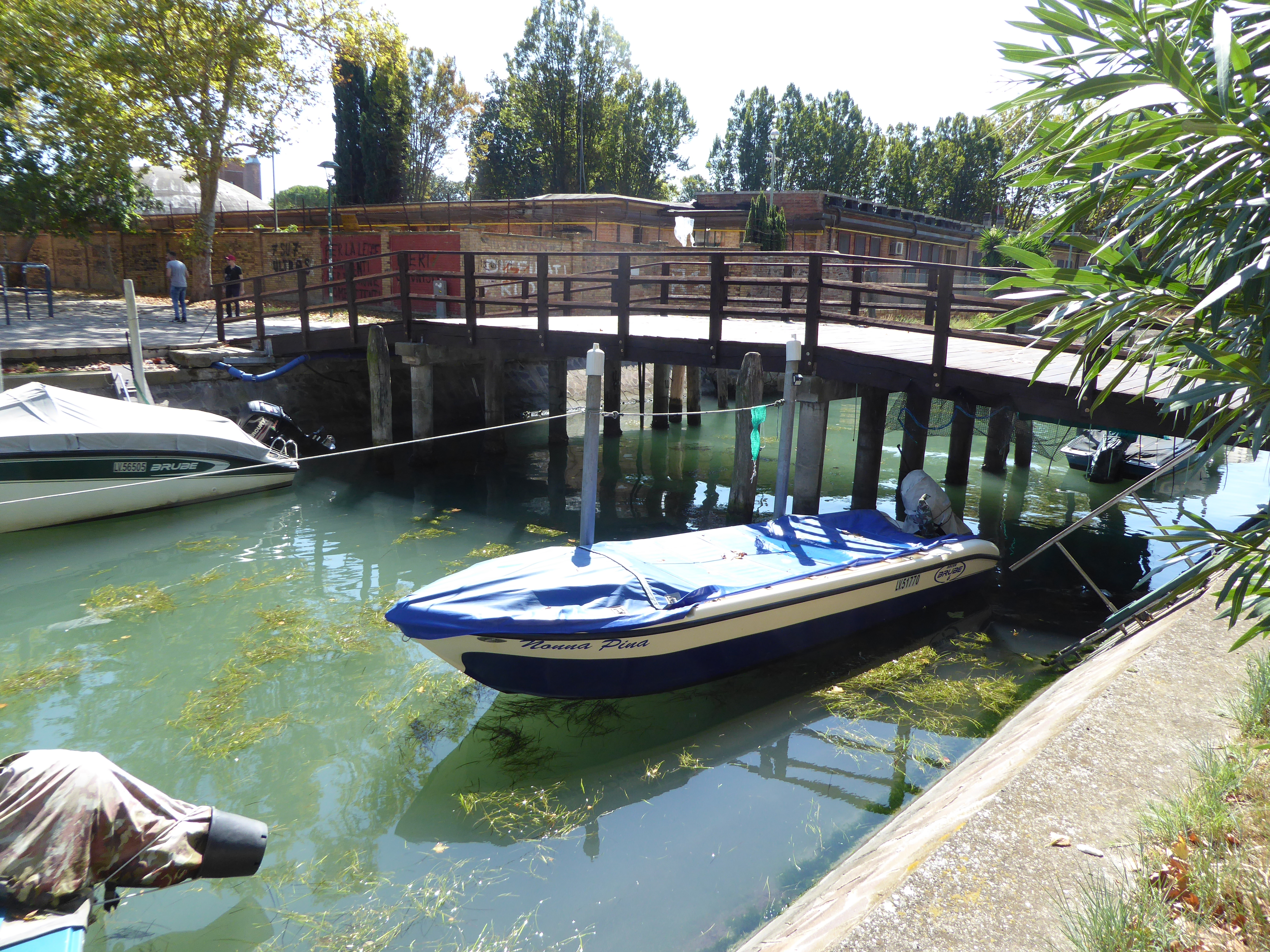
Ponte di Sant'Elena
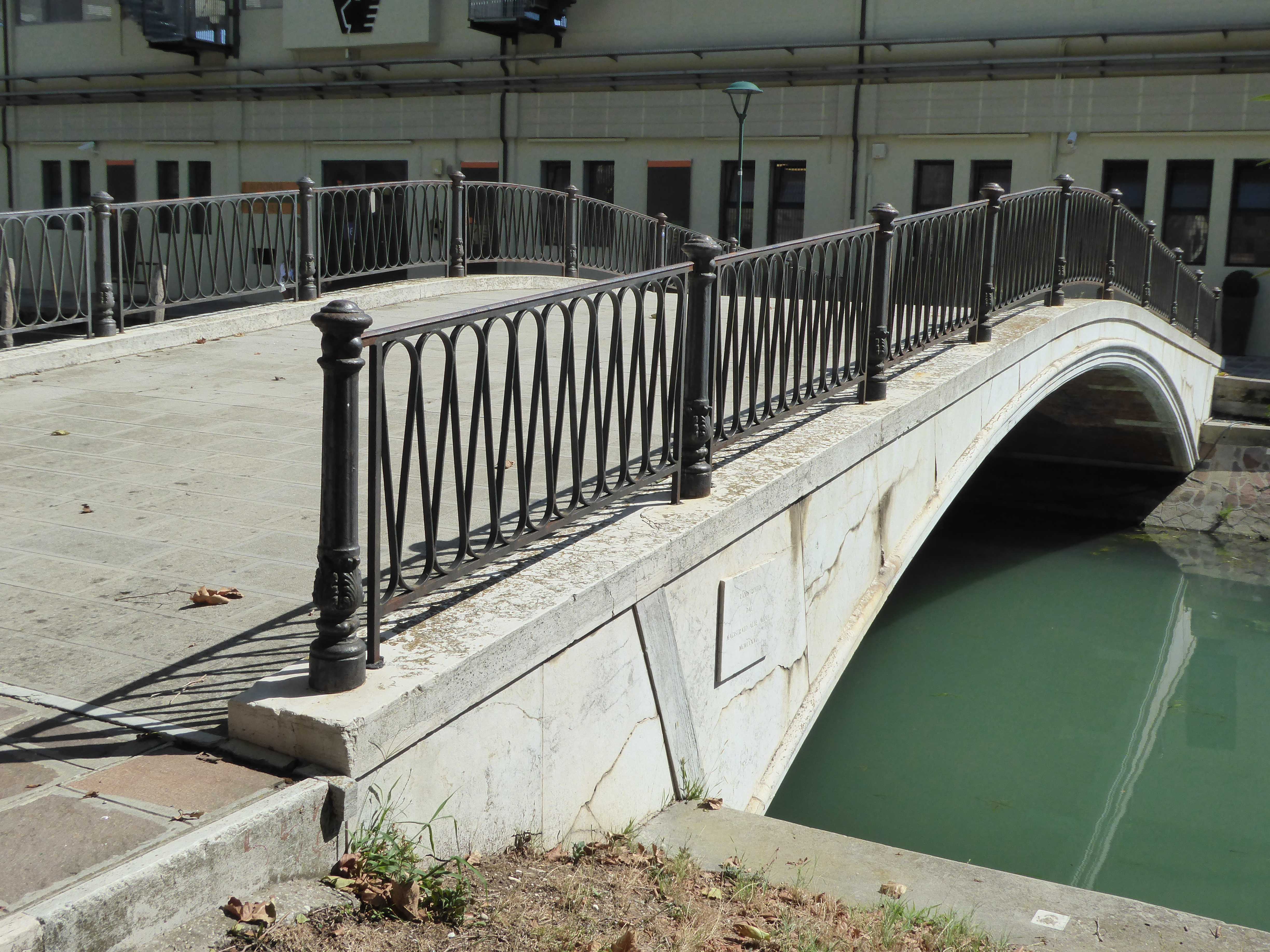
Ponte del Stadio o Tribune Centrali
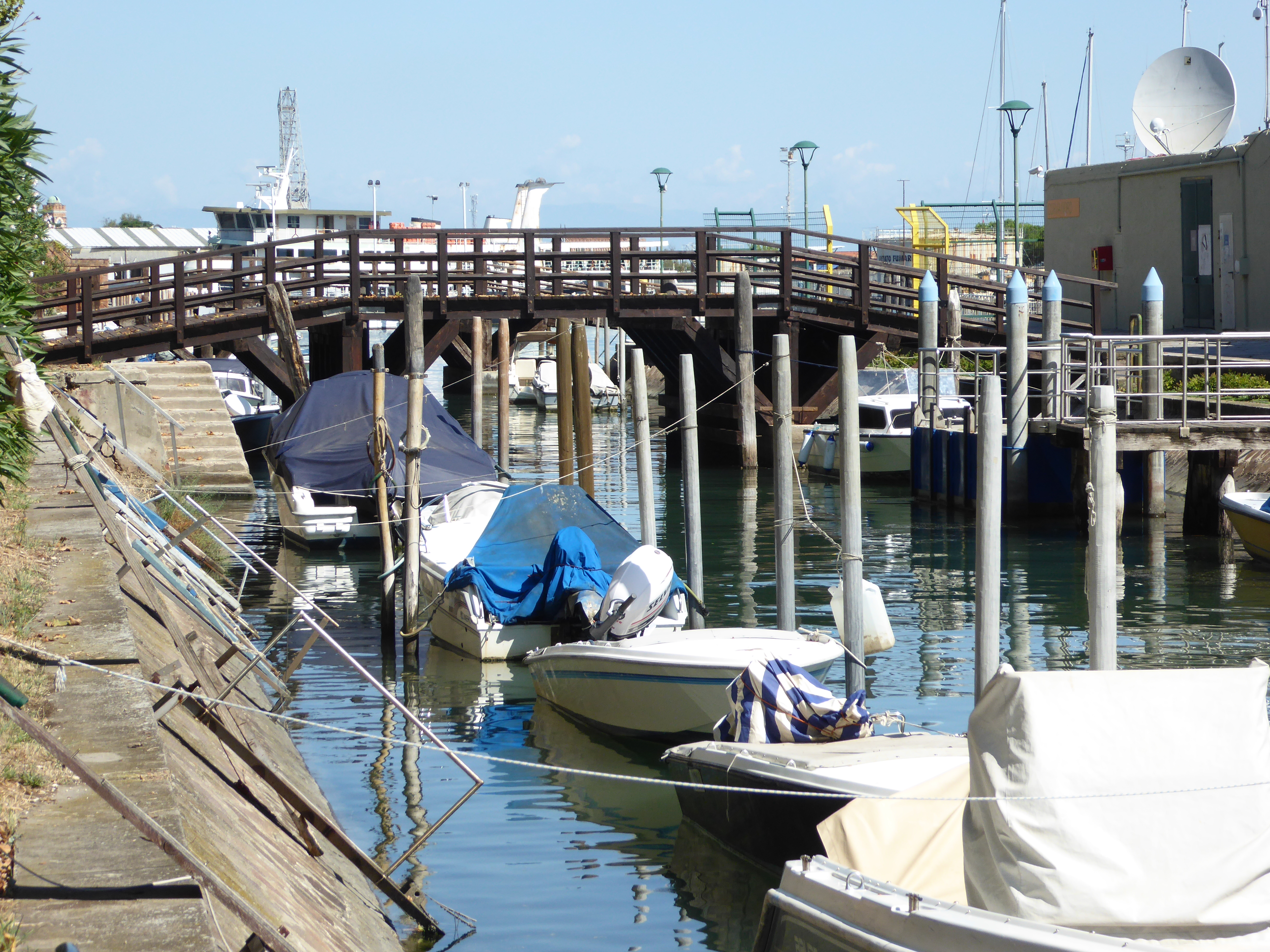
Ponte de l'Hermada
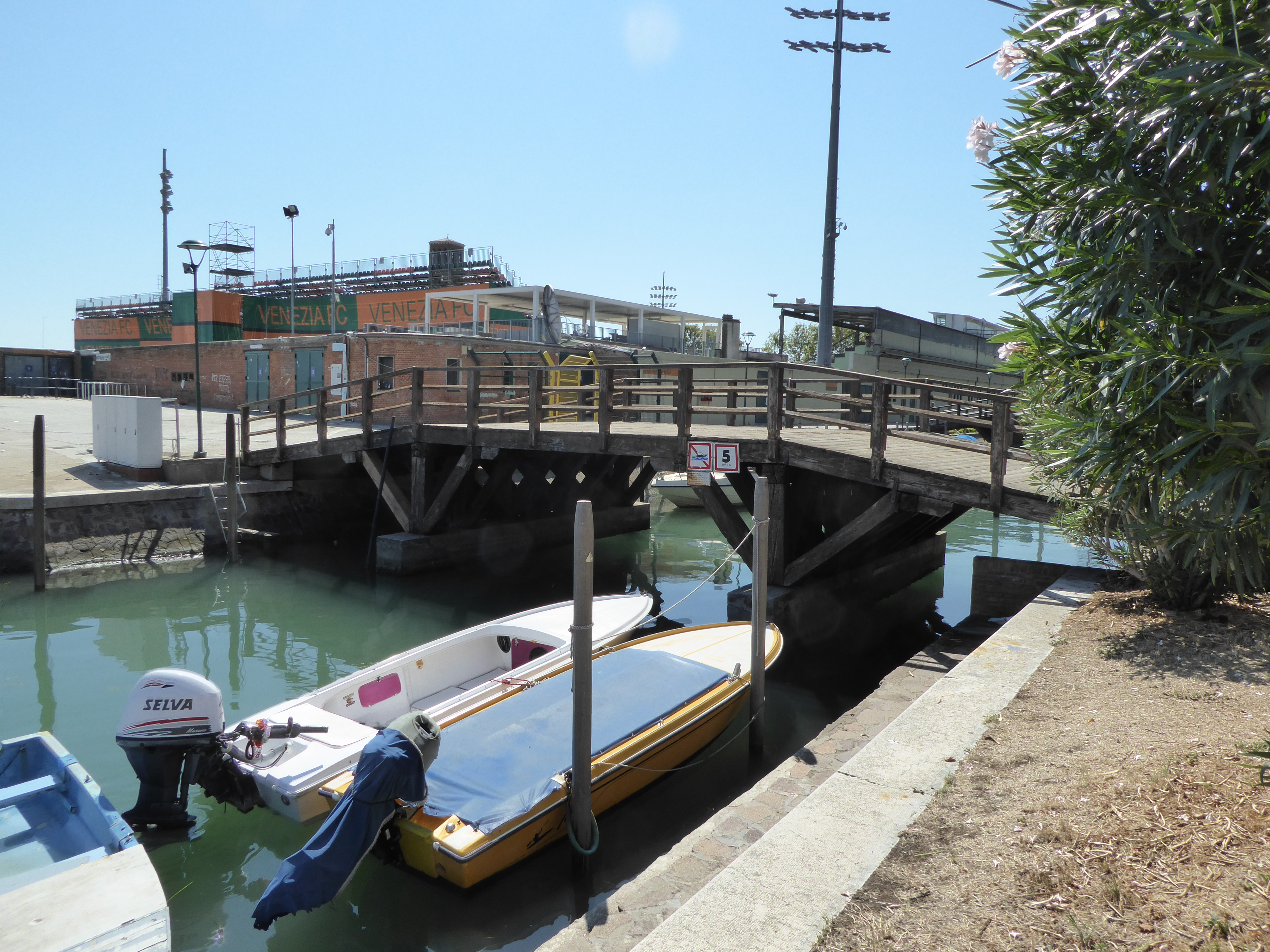
Ponte Novo del Pasuvio